# Jaeger Stone
 (juillet 2025).
Motif : Aucune source secondaire (y compris sur la page d'origine en allemand)
- Archive Wikiwix
- Bing
- Cairn
- DuckDuckGo
- E. Universalis
- Gallica
- Google
- G. Books
- G. News
- G. Scholar
- Persée
- Qwant
- (zh) Baidu
- (ru) Yandex
- (wd) trouver des œuvres sur Wikidata

| 1. | Préciser le motif de la pose du bandeau. | Précisez le motif de la pose du bandeau en utilisant la syntaxe suivante : {{admissibilité à vérifier\|date=juillet 2025\|motif=remplacez ce texte par le motif}}                 |
| 2. | Informer les utilisateurs concernés.     | Pensez à avertir le créateur de l'article, par exemple, en insérant le code ci-dessous sur sa page de discussion : {{subst:avertissement admissibilité à vérifier\|Jaeger Stone}} |

 (juillet 2025).
Jaeger Stone, né le 2 octobre 1990, est un véliplanchiste professionnel australien. Son meilleur résultat jusqu'à présent est une troisième place au classement des vagues de la Coupe du Monde de Windsurf en 2015.

## Parcours
Jaeger Stone grandit à Geraldton en Australie. Il commence le windsurf à l'âge de onze ans. Avant de faire de la compétition, il étudie la physiothérapie pour obtenir son diplôme en 2013, puis il entame une carrière exclusive de windsurfer professionnel de 2014 à 2019. En 2011, il obtient son premier podium lors de l'événement à El Médano sur l'île de Tenerife en Espagne. En 2015, il parvient à terminer à la troisième place au classement général, son meilleur résultat au classement annuel. Au cours des années suivantes, il continue à figurer parmi les dix meilleurs riders de vagues au monde. En 2019, il remporte sa première victoire en coupe du monde lors de la compétition de Tenerife.

## Résultats

### Coupe du monde
| saison | Vague      | Vague  |
| saison | Classement | points |
| ------ | ---------- | ------ |
| 2007   | 39e        | 1 457  |
| 2008   | 34e        | 1 457  |
| 2010   | 32e        | 1 193  |
| 2011   | 19e        | 3 821  |
| 2014   | 12e        | 6 805  |
| 2015   | 3e         | 6 003  |
| 2016   | 5e         | 5 954  |
| 2017   | 7e         | 2 790  |
| 2018   | 4e         | 20 950 |
| 2019   | 7e         | 21 655 |

### Victoires en Coupe du monde
Stone a réalisé six podiums jusqu'à présent, dont une victoire :
| Date                    | Emplacement | pays    | discipline |
| ----------------------- | ----------- | ------- | ---------- |
| 05.08.2019 – 11.08.2019 | El Médano   | Espagne | Vague      |

### D'autres succès
- Vainqueur du Red Bull Storm Chase 2019
- Champion d'Australie 2011